# Michele III di Costantinopoli
Michele III di Anchialo (in greco Μιχαὴλ Γ´?; ... – marzo 1178) è stato un arcivescovo ortodosso bizantino, che ha ricoperto la carica di Patriarca ecumenico di Costantinopoli tra il 1170 e il 1178.

## Carriera ecclesiastica
Michele fu nominato patriarca dall'imperatore bizantino Manuele I Comneno, culmine di una carriera intellettuale e amministrativa di rilievo. Prima di diventare Patriarca, Michele III aveva tenuto una serie di importanti uffici amministrativi della chiesa, tra cui referendarios, epi tou sakelliou e protekdikos, l'ultimo dei quali era in carica del tribunale che giudicava le richieste di asilo all'interno della Grande Chiesa. Il più importante dei suoi incarichi prima di ricevere il trono patriarcale fu l'ufficio di hýpatos tōn philosóphōn (ὕπατος τῶν φιλοσόφων, "capo dei filosofi"), un titolo dato al capo dell'Università imperiale di Costantinopoli nell'XI-XIV secolo. In questo ruolo condannò i filosofi neoplatonisti e incoraggiò lo studio del lavoro di Aristotele sulle scienze naturali come "antidoto".

### Patriarcato
Come Patriarca, Michele III continuò a trattare la questione teologica della relazione tra il Figlio e il Padre nella Santissima Trinità. Il problema era sorto a causa della spiegazione che Demetrio di Lampi (in Frigia) aveva dato alla frase del Vangelo di Giovanni «ὁ Πατήρ μου μείζων μου ἐστίν», che significa che mio padre è più grande di me (Giovanni, XIV.29). Michele fu il principale portavoce dell'Imperatore su questo tema. Michele ordinò anche una revisione delle leggi ecclesiastiche e imperiali e dei decreti di Teodoro Balsamone noti come "Scholia" (greco: Σχόλια) (1170 circa). 

#### Relazioni con la Chiesa di Roma
Il patriarcato di Michele fu segnato dai tentativi dell'imperatore Manuele di stringere un'unione con la Chiesa cattolica. Continuando una politica papale di lunga data, Alessandro III esigeva il riconoscimento della loro autorità religiosa su tutti i cristiani di tutto il mondo, e desiderava raggiungere una superiorità sull'imperatore bizantino; non erano disposti a ricadere in uno stato di dipendenza da un imperatore all'altro. Manuele, dal canto suo, voleva un riconoscimento ufficiale della sua autorità secolare sia a est che a ovest. Tali condizioni non sarebbero state accettate da nessuna delle parti. Anche se un imperatore filo-occidentale come Manuele fosse stato d'accordo, i cittadini greci dell'Impero avrebbero respinto completamente qualsiasi unione di questo tipo, come avrebbero fatto quasi trecento anni dopo, quando le chiese ortodosse e cattoliche furono brevemente riunite. Nella corrispondenza esistente, Michele presenta una posizione profondamente cortese ma decisa sull'autorità della sua Chiesa. La corrispondenza mostra anche un buon rapporto di lavoro con l'imperatore.

## Scritti
Parte della corrispondenza tra Michele III e Manuele I è arrivata ai giorni nostri, così come il suo discorso inaugurale come hýpatos. Altri documenti, tra cui la corrispondenza con Papa Alessandro III, gli sono stati attribuiti, anche se sono più probabili successive creazioni apocrife del XIII secolo. Michele III può anche essere riconosciuto come mecenate del giovane Michele Coniata, che compose un encomio in suo onore, ancora esistente.